# Iglesia de San Francisco Javier (San Sebastián)

La Iglesia de San Francisco Javier (San Sebastián) es un edificio parroquial construido en 1980 y situado en el barrio de Bidebieta de San Sebastián (Guipúzcoa). Se trata de una «construcción sobria y minimalista que llama la atención, precisamente, por su austeridad y funcionalismo». Sobre su aportación a la historia de la arquitectura de Guipúzcoa, según una reciente tesis doctoral sobre Arquitectura viene definida así:

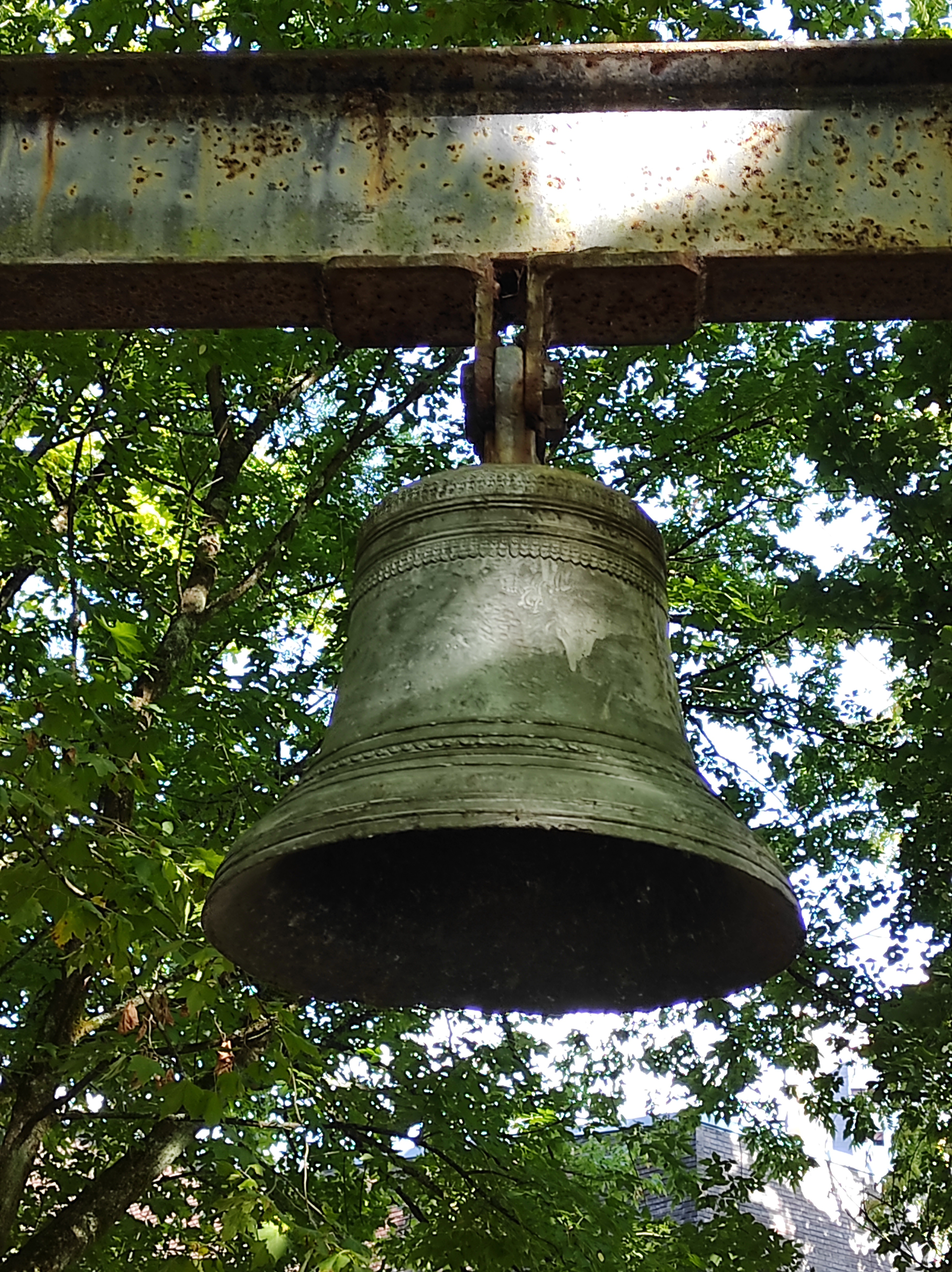
Campana exterior de la parroquia de San Francisco Javier (Bidebieta - San Sebastián)

Es un edificio brutalista, donde nada se esconde, todo es visible. Otorgando un aire de sencillez, sin llegar a renunciar al marcado carácter urbano e industrial que atesora.
Alejandro Aranjuelo Michelena, 2014

## Historia
En el mes de septiembre de 1967, se levantan en el barrio varios rascacielos, popularmente conocidos como los "12 apóstoles". Era época de fuerte inmigración proveniente de otras zonas de España. Estos edificios de vivienda originaron una apreciable concentración de habitantes por lo que la diócesis, gobernada entonces por Jacinto Argaya Goicoechea, se planteó crear una parroquia en el nuevo barrio de Bidebieta-La Paz.
En 1968 se oficia la primera misa en una bajera de la calle Julio Urkijo 44, sede provisional a la espera del nuevo templo que se construyó posteriormente. El local presentaba carencías mínimas para su utilización con una distribución interna anómala, en forma de uve, ocupando la parte central el hueco del ascensor del inmueble. Además del altar situado en el vértice, los feligreses sentados en sendos tramos, no veían entre sí.

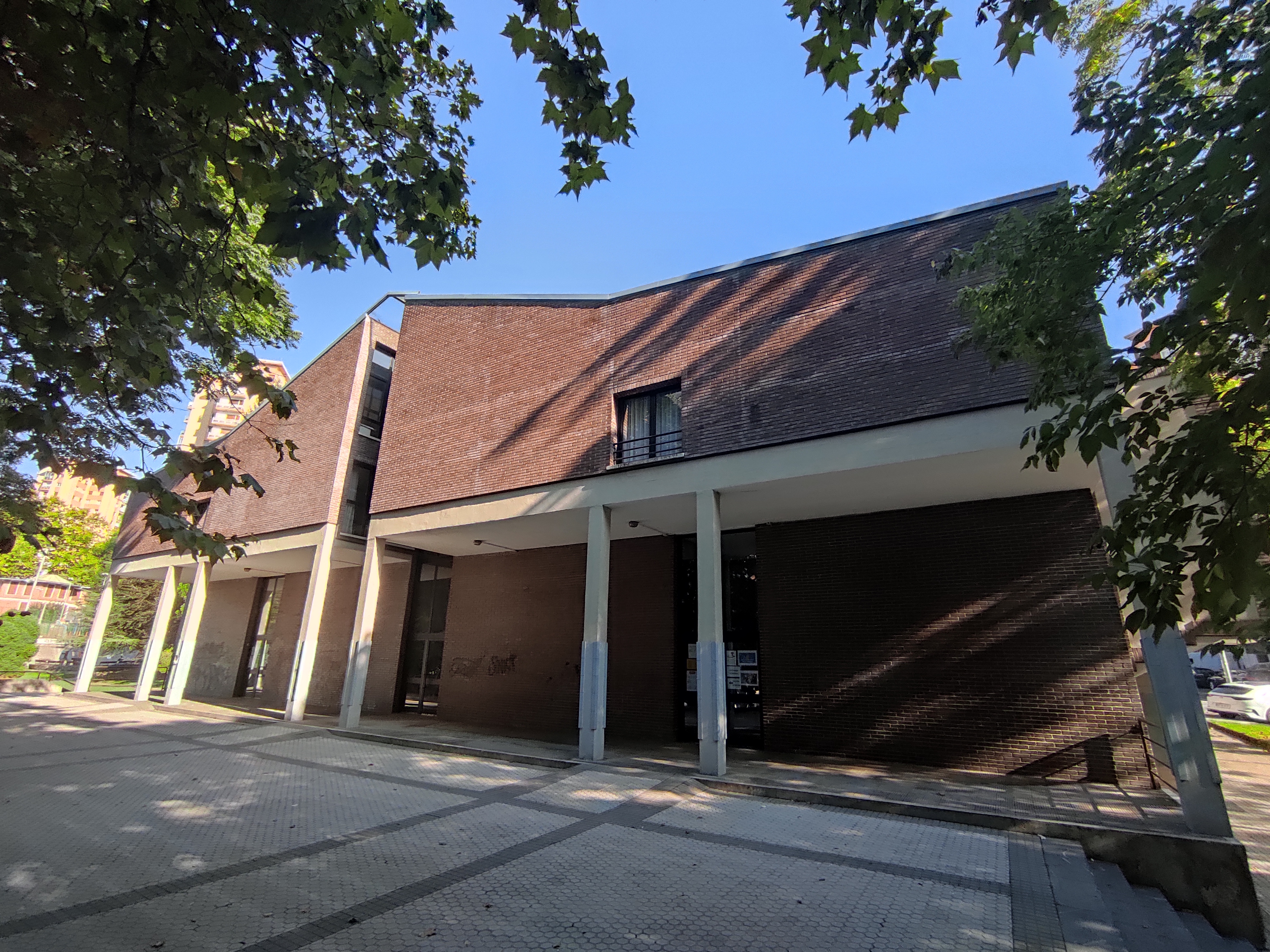

### Proyecto
El arquitecto Carlos Arruti Carrascosa (San Sebastián, 1947), miembro de la primera promoción de la Escuela Técnica Superior de Arquitectura (Universidad de Navarra), fue el autor del proyecto definitivo aunque anteriormente Antonio Pérez de San Román había elaborado algunos anteproyectos.
La diócesis compró el terreno (1084,32 m²) al Ministerio de la Vivienda por 723.000 pesetas. El presupuesto inicial, de más de 16 millones de pesetas fue creciendo con base en las modificaciones propuestas durante la fase de construcción hasta llegar a los treinta millones. Las aportaciones de más de 1200 familias de economía modesta, junto al obispado, sufragaron el coste total.

### Descripción del edificio
Es una superficie útil edificada de 1123,45 m², con una planta en forma de cruz griega, cuyos brazos son mayores que los pies haciendo imperceptibles las distancias y creando mayor proximidad entre los asistentes.
La luz entra especialmente hacia el mediodía por el centro, salvaguardando las paredes septentrional, oriental y occidental.

El presbiterio muestra una grada de cuatro escalones hacia la parte central donde se ubica el altar. 

Panorámica Iglesia de San Francisco Javier - Bidebieta

### Inauguración
El domingo 27 de enero de 1980 el obispo de San Sebastián por entonces, José María Setién, inauguró la nueva parroquia.

## Elementos de arte
Dentro de la iglesia, destacar varios elementos artísticos, bien creados ex-novo para el nuevo templo, bien heredados de otros lugares:
- Órgano procedente de la iglesia del Colegio Compañía de María,[6] en el cerro de San Bartolomé[1] cuyo patrimonio se ha ido reciclando.[7]
- Cristo resucitado, obra de Lorenzo Ascasibar, con 2,20 m de altura, figura esculpida en arce canadiense.
- Virgen con el Niño en brazos, de Iñaki Artetxe, vecino de Bidebieta.
- San Francisco Javier, sendas imágenes, una del siglo XVII procedente del Museo Diocesano de Pamplona y donada por José María Cirarda, entonces arzobispo de Pamplona, y otra imagen del santo, presente en un lateral del altar, a la derecha del Cristo resucitado de Ascasibar.[8]

## Galería

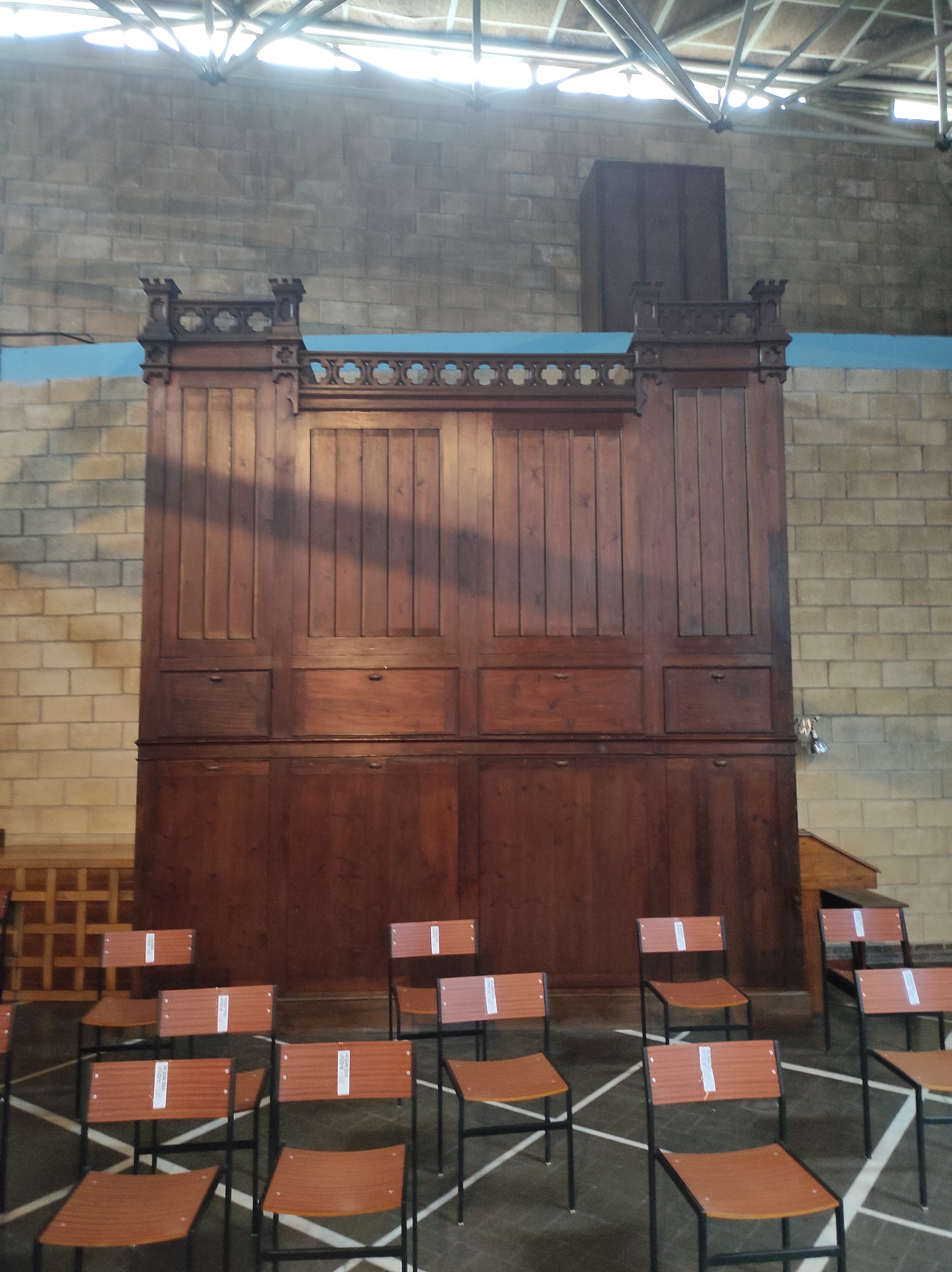
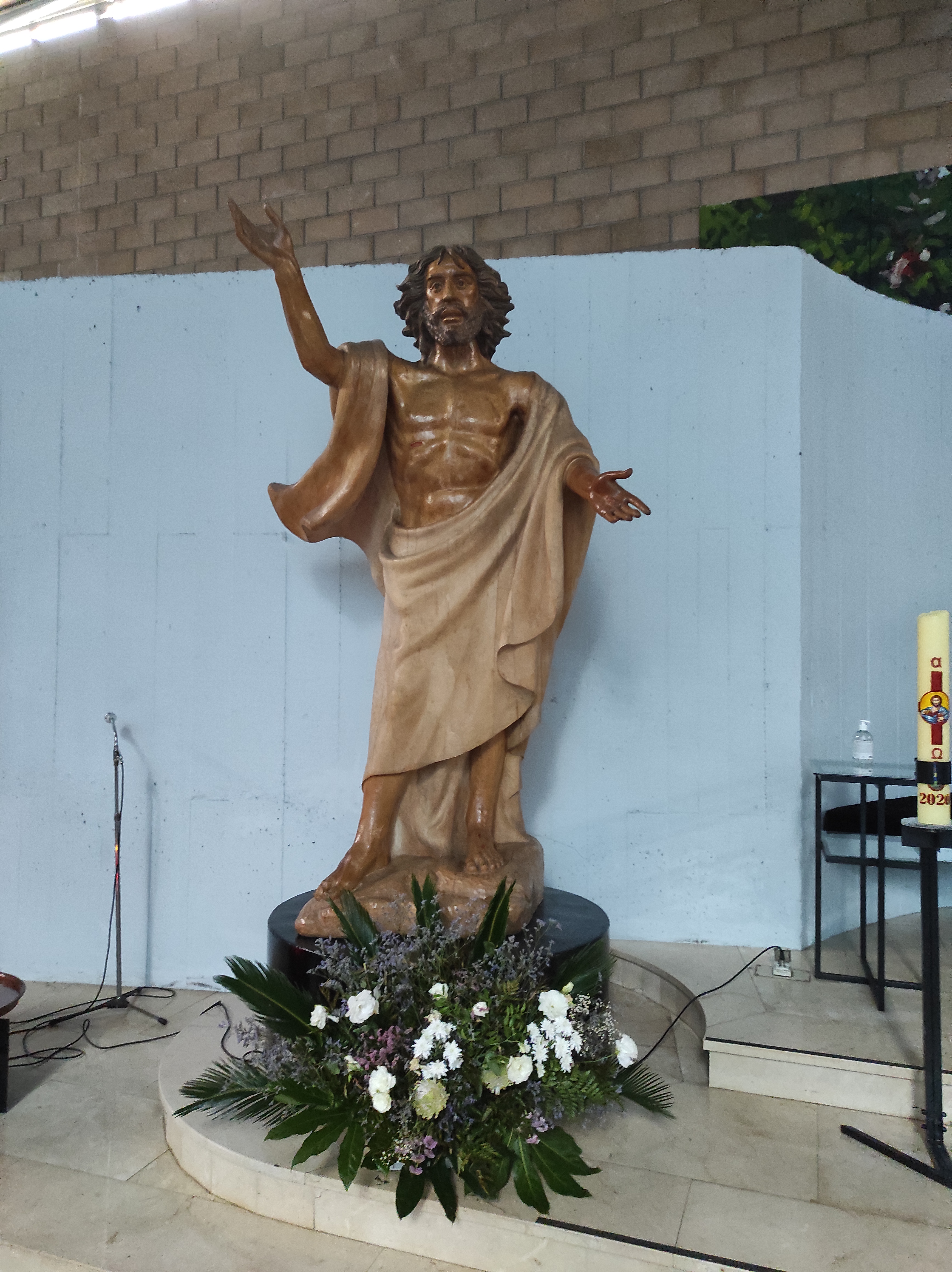
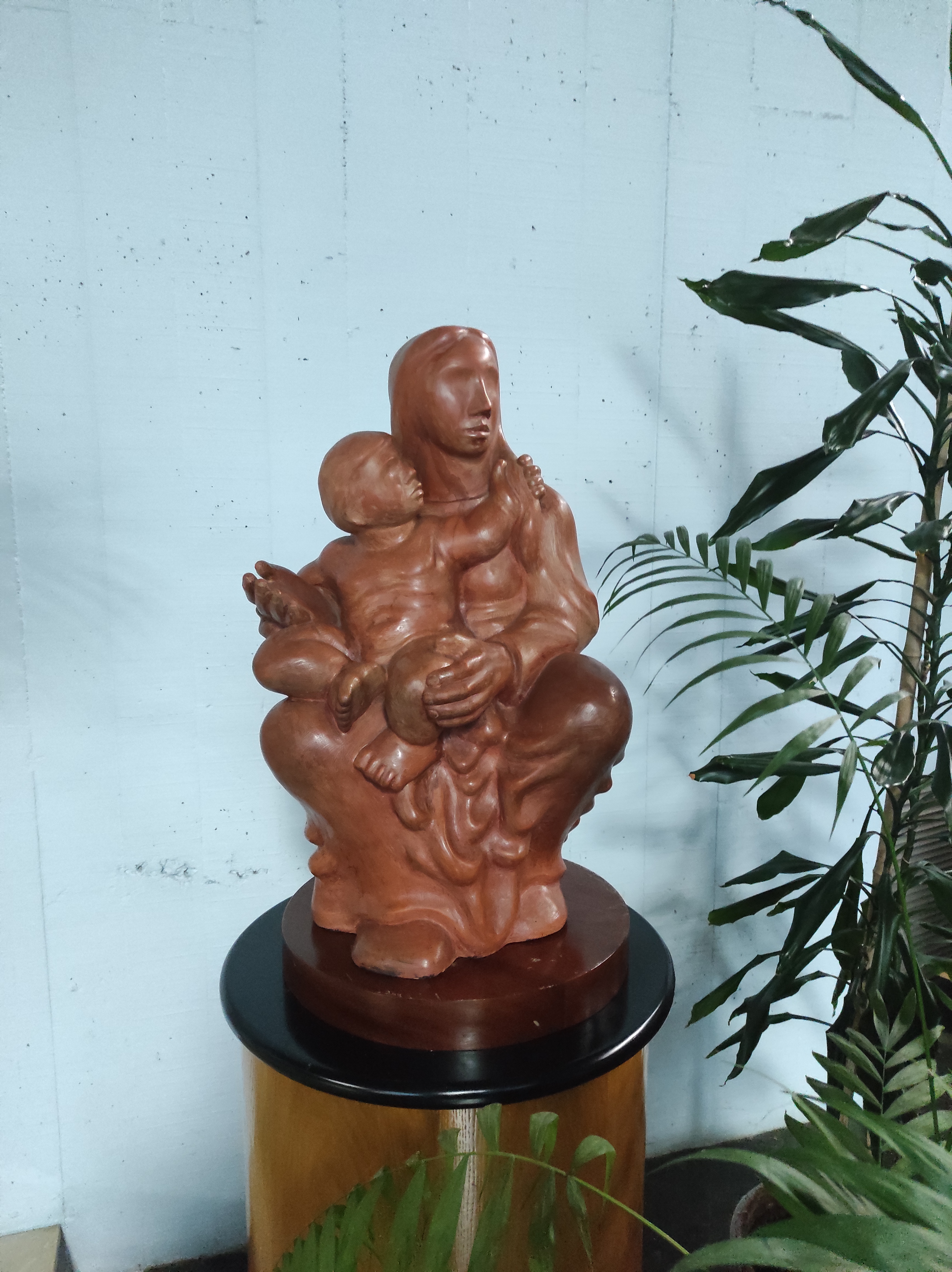
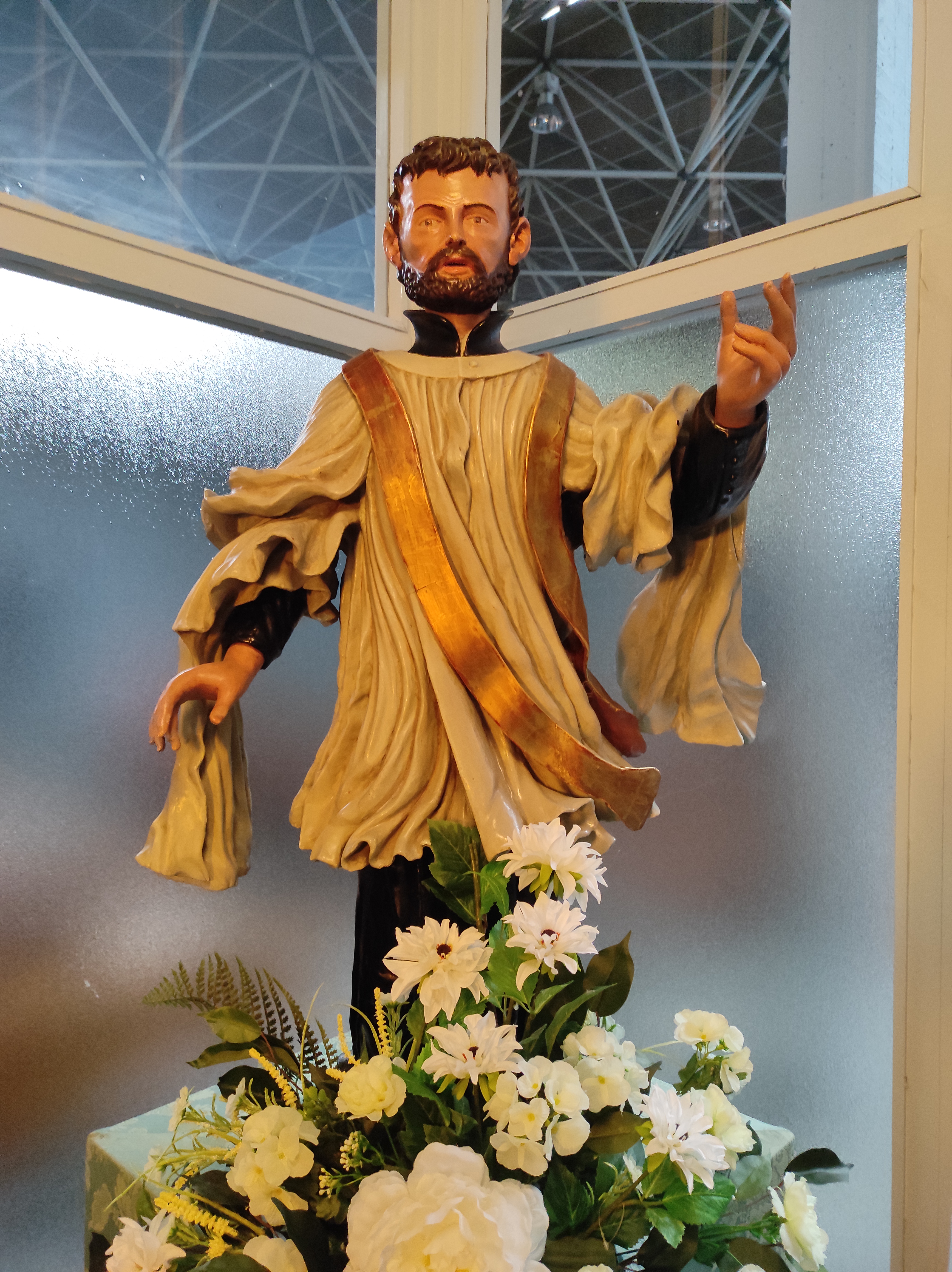
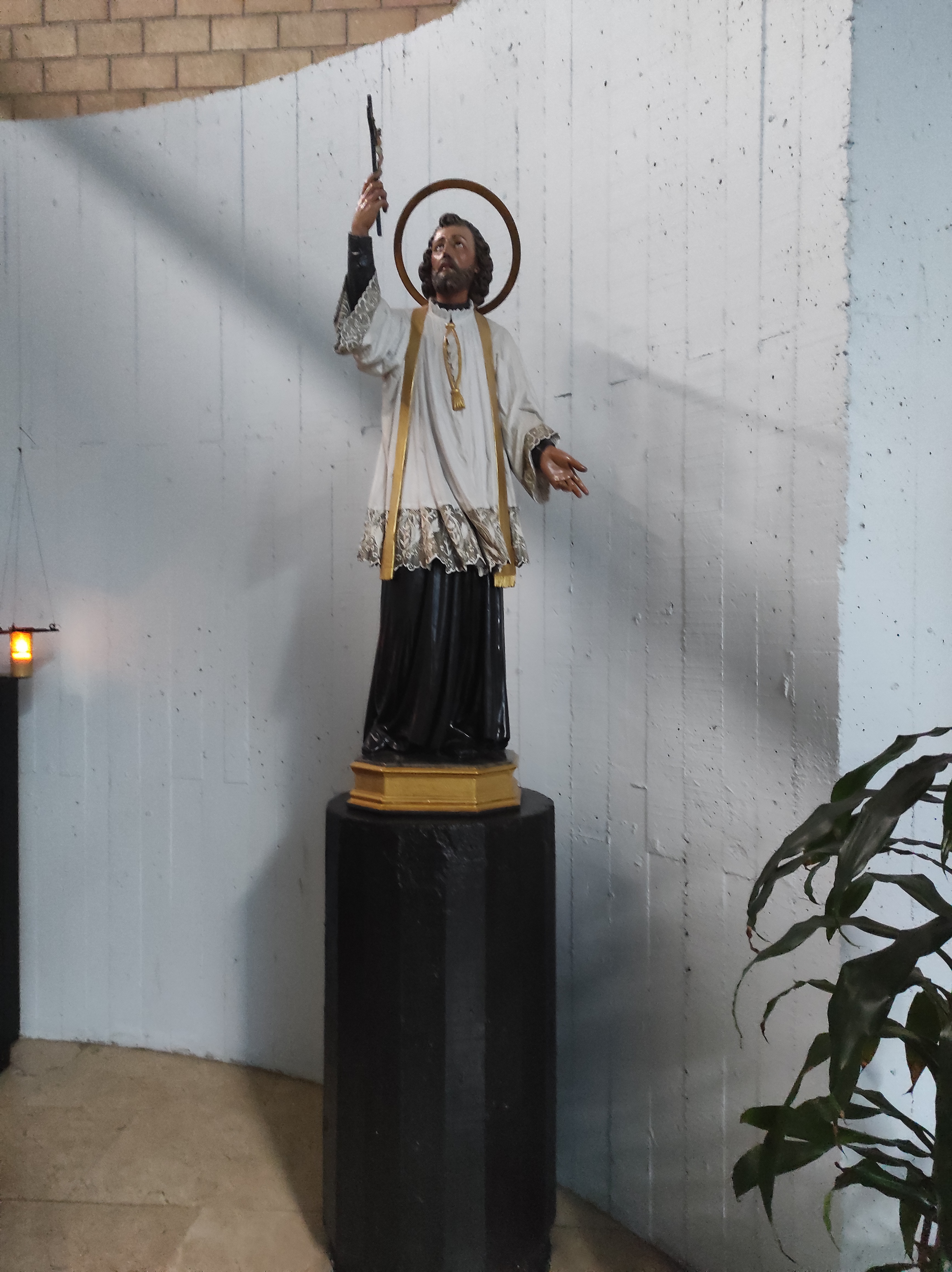